# Dark Angels
Dark Angels (zu dt. Dunkle Engel) ist ein Vampir-Porno-Spielfilm von Nic Andrews.

## Handlung
Eine unschuldige Frau gerät in die dunkle Welt der Untoten, als sie Zeugin eines brutalen Mordes wird und das nächste Ziel wird. Da sie um ihr Leben fürchtet, bittet sie den jungen Detektive Jack Cross um Hilfe. Allerdings findet sie bald heraus, dass es keinen Schutz vor denen gibt, die ihr nach dem Leben trachten. Es gibt kein Entkommen von den Untoten und ihrer Königin.

## Auszeichnungen
- 2001: AVN Award: Best Video Feature
- 2001: AVN Award: Best Director Video (Nic Andrews)
- 2001: AVN Award: Best All Girl Sex Scene-Video (Sydnee Steele und Jewel De’Nyle)
- 2001: AVN Award: Best Editing Video (Nic Anrews)
- 2001: AVN Award: Best Music (Derek Andrews & Inversion 89)
- 2001: AVN Award: Best Videography (Jake Jacobs & Nic Andrews)
- 2001: VSDA Home Entertainment Award for Best Adult Title Of The Year.

## Wissenswertes
- Der Film zählt mit insgesamt 6 AVN-Awards zu den erfolgreichsten Filmen der Pornogeschichte.
- Das Shooting für den Film dauerte 9 Tage, verhältnismäßig lang für Pornofilm-Standards
- Es haben Mainstream Movie Special Effects Leute mitgearbeitet (Steve Newburn und Tom Ovenshire, die auch für Filme wie Spider-Man 1 & 2, Die Liga der außergewöhnlichen Gentlemen, Men in Black II und Scooby Doo 2 gearbeitet haben).
- Aufgrund des Mix von Gewalt und Sex gibt es vier unterschiedliche Versionen für unterschiedliche Märkte: 1) The Director’s Cut: mit h Hardcore Sex, Gewalt und Blut. 2) Die Softcore version mit Softcore Sex, ohne Blut (für Playboy Kabel TV-Programme), 3) Hardcore Sex, kein Blut: Für einige Länder die eine Mischung von Sex und Blut nicht erlauben. 4) Die Mainstream Kabel TV Version: Gewalt, Blut, sehr Softcore Sex (5 Minuten Sex Szenen).
- Der Film belegt Platz 67 auf der Liste der „101 Greatest Adult Tapes of All Time“ von AVN.

## Fortsetzung
Im Jahr 2005 wurde ein zweiter Teil gedreht: Dark Angels 2. Regie führte wieder Nic Andrews. Darsteller sind: Barrett Blade, Kirsten Price, Tommy Gunn, Monica Mayhem, Evan Stone, Sunny Lane und andere. Dark Angels 2 gewann bei den VOD Awards 2006 in der Kategorie „Best Feature“ und im gleichen Jahr bei dem Festival Internacional de Cine erótico de Barcelona den FICEB Award als „Best International Feature Film“.